# Anton Sjö
Nils Anton Sjö, född 29 september 1897 i Lunds stadsförsamling, Malmöhus län, död 24 november 1953 i Möllevångens församling, Malmöhus län, var en svensk kommunalman med en mängd uppdrag i Lund, och i Malmöhus läns landsting. Anton Sjö var senare riksdagspolitiker (socialdemokrat) och under åren 1946–1949 och 1949–1952 ledamot av riksdagens första kammare, invald i Malmöhus läns valkrets. Sjö var medlem och ordförande i flertalet gemensamma utskott.
Sjö avlade jur. kand.-examen vid Lunds universitet och var aktiv medlem och idépolitiskt ansvarig när Den Yngre Gubben (DYG) ideologiskt närmade sig och 1934 blev Lunds socialdemokratiska studentklubb (LSSK). Under samma period var Tage Erlander även aktiv medlem.
Sjö blev efter erlagd juristexamen kassör, ledamot och slutligen ordförande i Malmö stadsfullmäktige. Idrotten och allmänhälsan var stöttestenar(?) för Anton Sjö och han var tillsammans med S A Johansson och Eric Svenning en drivkraft bakom uppförandet av ett allmänt badhus i Malmö stad. Staden hade flertalet kallbadhus och tidigare badade arbetarklassen i industrihamnen tills det på 1920-talet förbjöds och Ribersborg sedermera blev en populär badstrand..
Modellen för Malmö var det badhus som Anton Sjö samt S-politikern Torsten Andrée tidigare anlagt i Lund. Detta invigdes av socialminister Gustav Möller, som i sitt tal framförde en önskan om att det kan "hålla kropparna rena och snygga – och vem vet, det kanske hjälper själen också".
En byst av Sjö uppfördes 1973 utanför entrén till Malmö Simhall, då badet kompletterades med en 50-metersbassäng. År 1982 uppkallades Anton Sjös stig vid Hovrätten i Malmö, mellan Citadellsvägen och Fiskehamnsgatan, efter honom. Denna utgick dock 2004. Anton Sjö avled år 1953 och vilar på Östra kyrkogården i Malmö.